# 卒業 (コブクロの曲)
「卒業」（そつぎょう）は、コブクロの31枚目のシングル。2020年3月18日にワーナーミュージック・ジャパンから発売。表題曲は、各音楽配信サイトでは2月21日より配信開始。

## 解説
前作「風をみつめて」からCDシングルとしては1年4か月ぶりのシングル。
本作は、コブクロの二人が卒業式で歌ってほしいと思って書いた楽曲であり、2003年の8枚目のシングル「blue blue」以来16年半ぶりとなるノンタイアップシングルである。コブクロのシングルで作詞・作曲とも二人の共作となるのは「時の足音」以来11年4か月ぶりである（作曲のみ共作も含めると「未来」以来）。
ファンサイト会員限定盤には、2019年に楽曲制作の一環として訪れたニューヨークでの活動の模様をオフショット映像として収録したDVDと、ポストカードセットが特典として付属する。
なお、ミュージックビデオは、TikTokでコブクロのMVに参加するという企画によって寄せられたユーザーによる動画素材と、コブクロが学校で歌唱するシーンが用いられたものとなっている。
カップリングには、既に配信シングルとしてリリースされていた「大阪SOUL」、そして表題曲を杉並児童合唱団が歌唱している別バージョンの「卒業～合唱～」が収録された。
2021年にはTWICEのサナを起用したSpecial Versionのミュージックビデオを公開した。その後、サナによるカバーも配信リリースされた。

## 収録曲
全編曲：コブクロ
1. 卒業
作詞・作曲：小渕健太郎・黒田俊介
2. 大阪SOUL
作詞・作曲：小渕健太郎
大阪マラソン公式テーマソング
3. 卒業〜合唱〜
4. 卒業  (Instrumental)
5. 大阪SOUL  (Instrumental)

## 収録アルバム
- Star Made(#1,2)
- Seasons Selection〜Spring〜 (#1)
- ALL SEASONS BEST (#1)
- THIS IS MY HOMETOWN (#2)

　※「卒業～合唱～」はアルバム未収録

## SANAによるカバー
サナのカバーによる「卒業」は、2021年2月24日にワーナーミュージック・ジャパンからリリースされた。

### 収録曲
作詞・作曲：小渕健太郎、黒田俊介
1. 卒業 (カバー)
2. 卒業 (カバー) [アカペラ ver.]

## SANAとのコラボ
サナとのコラボによる「卒業」は、2021年3月19日にワーナーミュージック・ジャパンからリリースされた。

### 収録曲
1. 卒業
作詞・作曲：小渕健太郎、黒田俊介

### 収録アルバム
- Seasons Selection〜Spring〜
- ALL SEASONS BEST